# Olivier Megaton
Olivier Megaton (născut Olivier Fontana; n. 6 august 1965, Issy-les-Moulineaux, Région parisienne, Franța) este un regizor, scenarist și editor de film francez, cunoscut mai ales pentru regizarea filmelor La sirène rouge, Curierul 3, Columbiana și Teroare în Istanbul.

## Filmografie
| An   | Film                                           | Creditat ca | Creditat ca | Creditat ca | Creditat ca      |
| An   | Film                                           | Regizor     | Scenarist   | Editor      | Regizor secundar |
| ---- | ---------------------------------------------- | ----------- | ----------- | ----------- | ---------------- |
| 1996 | Hard Head (film de scurtmetraj)                | Da          |             |             |                  |
| 1997 | One Dance, One Song (serial TV)                | Da          |             |             |                  |
| 1998 | No Happy End (film de scurtmetraj)             | Da          | Da          |             |                  |
| 1998 | Tout morose                                    | Da          |             |             |                  |
| 1998 | Je ne veux pas être sage (film de scurtmetraj) | Da          | Da          | Da          |                  |
| 1999 | Histoires d'objets (serial TV)                 | Da          |             |             |                  |
| 1999 | Chambre n° 13 (serial TV)                      | Da          |             |             |                  |
| 2000 | Exit                                           | Da          | Da          |             |                  |
| 2001 | Les redoutables (serial TV)                    | Da          |             |             |                  |
| 2002 | The Red Siren                                  | Da          | Da          |             |                  |
| 2002 | Chrysalis (documentar de scurtmetraj)          | Da          | Da          |             |                  |
| 2006 | Sable noir (serial TV)                         | Da          | Da          |             |                  |
| 2007 | Angie (film de scurtmetraj)                    | Da          | Da          |             |                  |
| 2007 | Hitman                                         |             |             |             | Da               |
| 2008 | Transporter 3                                  | Da          |             |             | Da               |
| 2011 | Columbiana                                     | Da          |             |             |                  |
| 2012 | Teroare în Istanbul                            | Da          |             |             |                  |
| 2015 | Taken 3                                        | Da          |             |             |                  |